# Posttranskripciona modifikacija
Posttranskripciona modifikacija ili kotranskripciona modifikacija je proces u eukariotskim ćelijama u kome se primarni transkript RNK konvertuje u zrelu RNK. Značajan primer je konverzija prekurzorske informacione RNK u krajnju informacionu RNK (iRNK) koja se formira pre translacije proteina. Proces obuhvata tri glavna koraka: adicija 5' kape, adicija 3' poli-adenilacionog repa, i splajsovanje. Ovaj proces je vitalan za korektnu translaciju genoma eukariota, zato što inicijalna prekurzorska iRNK koja se formira tokom transkripcije sadrži eksone (kodirajućie ili važne sekvence koje učestvuju u translaciji), i introne (nekodirajuće sekvence).

## Baze podataka
| Ime    | Opis | Tip           | Link    | Reference |
| ------ | --- | ------------- | ------- | --------- |
| RMBase | je dizajnirana za dekodiranje prostora RNK modifikacija identifikovanog na bazi sekvenciranja visokog kapaciteta (Pseudo-seq, Ψ-seq, CeU-seq, Aza-IP, MeRIP-seq, m6A-seq, miCLIP, m6A-CLIP, RiboMeth-seq). U ovom izvoru su demonstrirane hiljade RNK modifikacija lociranih na iRNK, regulatornim ncRNK (e.g. lncRNA, miRNA), mesta vezivanja i mutacije vazane za bolesti. | baza podataka | vebsajt | [ 2 ]     |
|        | je baza podataka RNK modifikacija koja pruža sveobuhvatne informacije o hemijskim strukturama modifikovanih ribonukleozida, nihovim biosintetičkim putevima, enzimima koji modifikuju RNK i lokacijama modifikovanih ostataka u RNK sekvencama.                             | baza podataka | vebsajt | [ 3 ]     |
|        | služi kao fokalna tačka za informacije vezane za prirodne RNK modifikacije | baza podataka | vebsajt | [ 4 ]     |
| .      | |               |         |           |

## Literatura
1. Berg, Jeremy M.; Tymoczko, John L.; Stryer, Lubert (2007), Biochemistry (6 изд.), New York: WH Freeman & Co., ISBN 978-0-7167-6766-4
2. Hames, David; Hooper, Nigel (2006), Instant Notes Biochemistry (3 изд.), Leeds: Taylor and Francis, ISBN 978-0-415-36778-3

## Spoljašnje veze
RMBase
RNA Modification Base is designed for decoding the landscape of RNA modifications identified from high-throughput sequencing data (Pseudo-seq, Ψ-seq, CeU-seq, Aza-IP, MeRIP-seq, m6A-seq, miCLIP, m6A-CLIP, RiboMeth-seq). 
- Post-Transcriptional+RNA+Modification на 